# Altino Ribeiro de Santana
Altino Ribeiro de Santana (* 19. Oktober 1915 in Porvorim do Socorro; † 27. Februar 1973) war ein portugiesischer römisch-katholischer Geistlicher und Bischof von Beira.

## Leben
Altino Ribeiro de Santana empfing am 9. Oktober 1938 das Sakrament der Priesterweihe.
Am 27. Juli 1955 ernannte ihn Papst Pius XII. zum ersten Bischof von Sá da Bandeira. Der Patriarch von Ostindien, José Vieira Alvernaz, spendete ihm am 23. Oktober desselben Jahres die Bischofsweihe; Mitkonsekratoren waren der Bischof von Lahore, Marcel Roger Buyse OFMCap, und der Bischof von Rawalpindi, Nicholas Hettinga MHM. Altino Ribeiro de Santana nahm an allen vier Sitzungsperioden des Zweiten Vatikanischen Konzils teil.
Papst Paul VI. bestellte ihn am 19. Februar 1972 zum Bischof von Beira.